# Artist in Residence
Unter Artist in Residence (auch Künstlerresidenzen) sind Programme zu verstehen, die es Künstlern unterschiedlicher Fachrichtungen (Schauspielern, Bildenden Künstlern, Musikern, Schriftstellern) erlauben, ihre kreativen Tätigkeiten ohne unmittelbaren Einsatz eigener finanzieller Mittel auch außerhalb ihres Kulturkreises oder Wohnsitzes auszuüben. Sie versetzen die Residenzkünstler über Stipendien oder Einladungen von Institutionen wie Galerien, Museen, Theatern, Künstlerhäusern oder Hochschulen in die Lage, einen lebendigen Austausch mit Künstlern unterschiedlicher kultureller und regionaler Hintergründe oder Herkunft, insbesondere des Gastlandes, zu pflegen. Damit kann auch die Zurverfügungstellung von Wohnraum und Atelier, einer Künstlerresidenz, verbunden sein, etwa in der Villa Massimo, auf Schloss Wiepersdorf oder im Wiener Museumsquartier.
Die Zielsetzungen von Künstlerresidenzen können dabei vielfältig sein. Neben einer Inspiration, die durch einen Aufenthalt an einem fremden Ort und durch das Verlassen der eigenen Komfortzone gefördert werden soll, steht auch die Förderung der künstlerischen Schaffenskraft im Mittelpunkt: So wird Künstlern ermöglicht, sich ohne alltagsübliche Sachzwänge auf ihre Kunst zu fokussieren. Zuletzt soll über den Aufenthalt in einer Künstlerresidenz auch eine Präsentation der Kunst und der geförderten Künstler erfolgen.
Für Schriftsteller hat sich auch der Begriff Writer in Residence, vergleichbar dem im deutschsprachigen Raum verbreiteten Stadtschreiber, durchgesetzt, für Komponisten Composer in Residence.
Musikalische Klangkörper werden als Orchestra in Residence bezeichnet. Theaterensembles und Tanzkompanien werden als Company in Residence bezeichnet.